# Hudánka
Hudánka (francouzsky Poule de Houdan) je plemeno kura domácího, které bylo vyšlechtěno v 19. století ve francouzské obci Houdan (departement Yvelines). Vyznačuje se péřovým chocholem a vousem, pěti prsty na nohou a „motýlkovým hřebenem“, složeným ze dvou listů. Zbarvení peří je zpravidla černobíle skvrnité, kůže je bílá. Hudánky se chovají především díky kvalitnímu masu, jsou také oblíbeným výstavním plemenem. Dosahují váhy mezi dvěma a třemi kilogramy, starší kohouti mohou mít až 3,5 kg. Jsou odolné, mírné a nenáročné na krmivo, rychle vyspívají, ročně snášejí 130–160 vajec o váze minimálně 53 gramů. Existuje také zdrobnělá forma hudánek, vážící 0,7–1 kg.